# 339
Évszázadok: 3. század – 4. század – 5. század
Évtizedek: 280-as évek – 290-es évek – 300-as évek – 310-es évek – 320-as évek – 330-as évek – 340-es évek – 350-es évek – 360-as évek – 370-es évek – 380-as évek
Évek: 334 – 335 – 336 – 337 –  338 – 339 – 340 – 341 – 342 – 343 – 344

## Események

### Római Birodalom
- II. Constantius és Constans császárokat választják consulnak.
- Jelentősebb hadmozdulatok nélkül, kisebb összecsapásokkal folytatódik a római-szászánida háború.
- II. Constantius megtiltja hogy zsidók keresztény rabszolgákat vásároljanak, keresztény nőkkel házasodjanak vagy rabszolgáikat zsidó vallásra térítsék.
- II. Constantius leváltja a jóváhagyása nélkül megválasztott I. Paulus konstantinápolyi pátriárkát és az ariánus Nikomédiai Euszebioszt nevezteti ki a helyére.
- I. Iulius pápa befogadja az Alexandriából elűzött Athanasziosz pátriárkát.
- Meghal a római klienskirályság Örményország uralkodója, III. Khoszroész. Utóda fia, VII. Tigranész.

## Születések
- Aurelius Ambrosius, keresztény püspök, teológus

## Halálozások
- III. Khoszroész, örmény király
- Kaiszareiai Euszebiosz, keresztény történetíró

## Fordítás
- Ez a szócikk részben vagy egészben  a(z)   339 című angol Wikipédia-szócikk ezen változatának fordításán alapul.  Az eredeti cikk szerkesztőit annak laptörténete sorolja fel. Ez a jelzés csupán a megfogalmazás eredetét és a szerzői jogokat jelzi, nem szolgál a cikkben szereplő információk forrásmegjelöléseként.